# Chevron (insegna)

Uno chevron utilizzato quale pezza araldica.

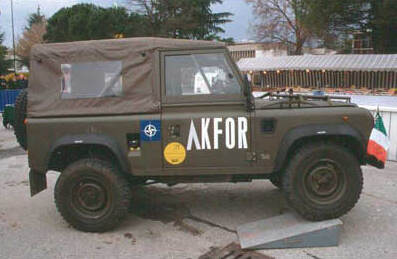
Uno chevron sulla fiancata di un Land Rover Defender dell'Esercito Italiano, lo identifica quale parte della Kosovo Force.

Lo chevron (scritto anche cheveron, specialmente nei documenti più vecchi; in italiano gallone, desueto) è un'insegna a forma di "V", solitamente rappresentata invertita come "Λ". 
La parola è di solito usata in riferimento a una sorta di fregio in architettura, oppure in riferimento ad un distintivo o insegna usata nelle uniformi militari o di polizia, per indicare il grado, l'anzianità di servizio o l'appartenenza ad una coalizione. 
Tale simbolo è anche utilizzato nell'araldica e nei disegni delle bandiere, oltre che nei loghi dell'azienda petrolifera Chevron e dell'azienda francese Citroën.